# گمینا رودنگک ناد سانم
گمینا رودنگک ناد سانم (به لهستانی:  Gmina Rudnik nad Sanem) یک گمینا در لهستان است که در شهرستان نگسکو واقع شده‌است. گمینا رودنگک ناد سانم ۷۸٫۷۱ کیلومتر مربع مساحت و ۱۰٬۳۲۰ نفر جمعیت دارد.